# Theages griseatum
Theages griseatum là một loài bướm đêm thuộc phân họ Arctiinae, họ Erebidae.